# Штоллен

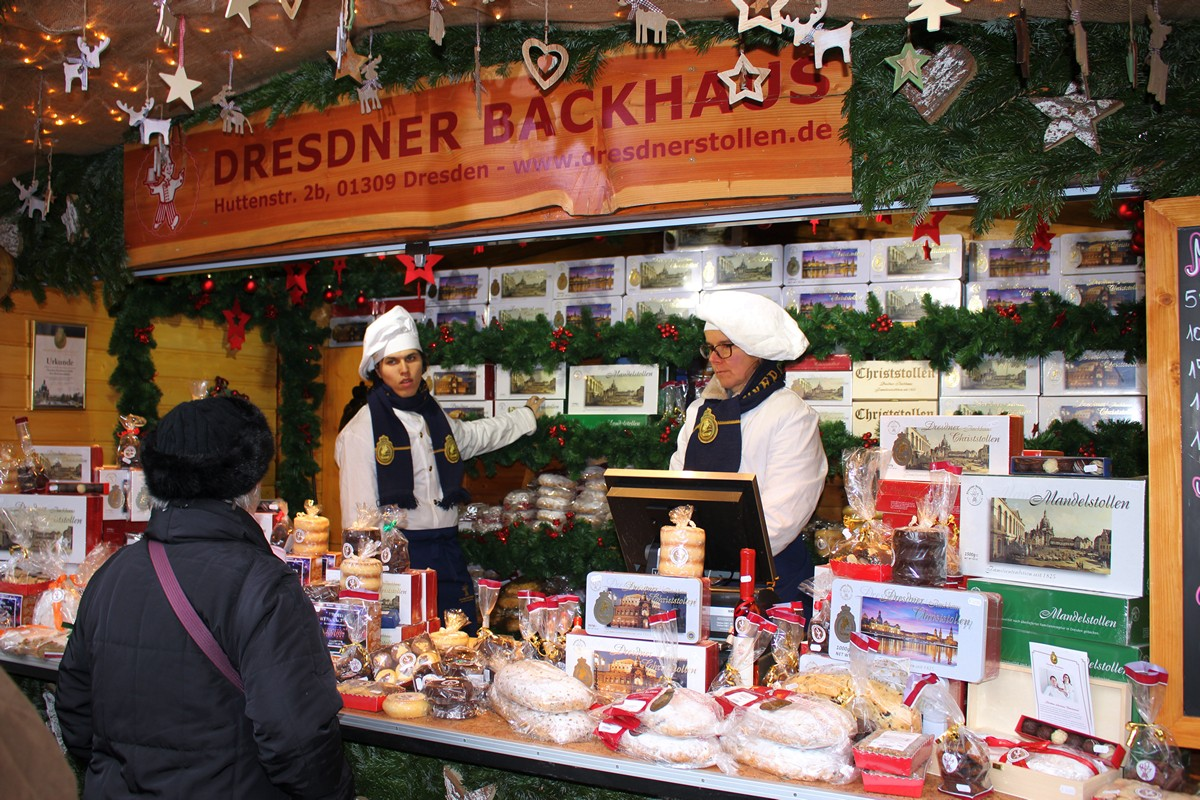
Торговля штолленами на дрезденском Штрицельмаркте

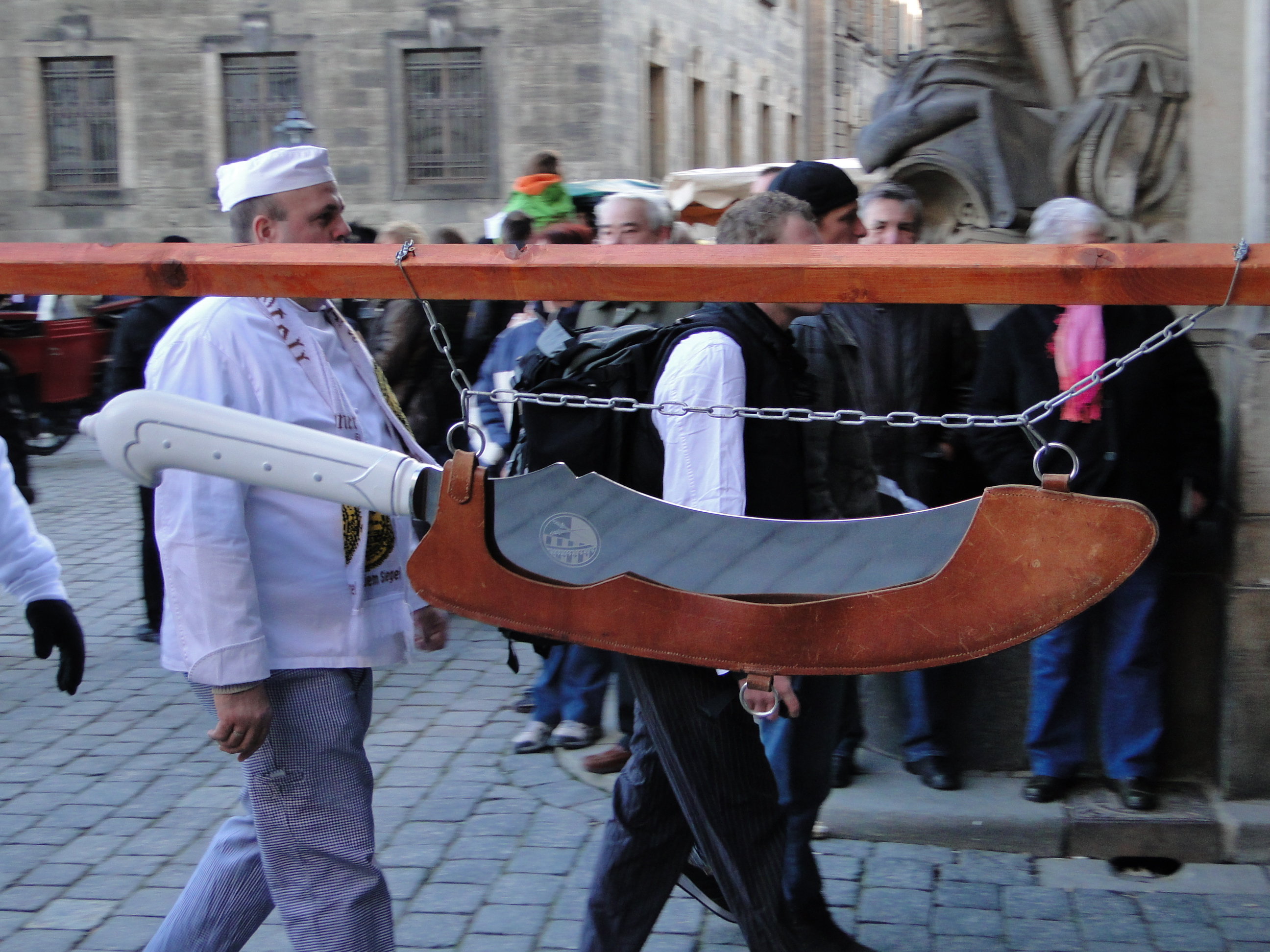
Копия ножа для резки знаменитого штоллена Августа Сильного на фестивале дрезденского штоллена

Што́ллен (нем. Stollen, от нем. Stolle — букв. «горбыль», также кри́стштоллен нем. Christstollen, в Дрездене разг. штрицель нем. Striezel) — традиционная немецкая рождественская выпечка из сочного, тяжёлого дрожжевого сдобного теста, в классическом рецепте это обильно посыпанный сахарной пудрой кекс с высоким содержанием пряностей, изюма, орехов и цукатов. Его овальная форма символизирует спелёнутого младенца Христа. Штоллен, как ремесленное пекарное изделие, имеет в Германии самую долгую традицию, уходящую корнями, по одной из версий, в саксонский Наумбург XIV века. Немецкий экзотизм «штоллен» имел попытку адаптации в русском языке в форме «изюмные штолли», но термин относительно известен только в узкой профессиональной литературе.
Самый знаменитый штоллен, обильно сдобренный сливочным маслом, производят в Дрездене, с 1996 года он имеет защищённое название, зарегистрированное в Германском ведомстве по патентам и торговым знакам, а с 2010 года защищён по происхождению в Европейском союзе. Штоллен имеет несколько локальных вариаций помимо дрезденской: штоллен вестфальских пекарей, кёльнский и рудногорский штоллены, эрфуртский шнитте, мюнхенский киндльштоллен и бременский клабен. В традиционном рецепте опару для штоллена замешивают на тёплом молоке, затем в тесто добавляют яйцо и сливочное масло. После добавления вымоченного в роме изюма и цукатов тесто раскатывают, заворачивают в форму и дают полежать перед выпеканием, которое занимает в общей сложности полчаса. После выпекания ещё горячие штоллены смазывают растопленным сливочным маслом и посыпают сахарной пудрой, а затем выдерживают в течение трёх недель в холоде, чтобы они спрессовались, пропитались и увлажнились. Классические штоллены также бывают маковыми, марципановыми, творожными и масляными.
Высококалорийный ныне сладкий штоллен изначально был малоаппетитной выпечкой в адвентский рождественский пост, тесто для него готовили исключительно из муки, дрожжей и воды, без недопустимых в пост молока и сливочного масла, тем более без очень дорогого сахара, в лучшем случае с прогорклым оливковым или рапсовым маслом. Согласно словарю братьев Гримм, самое раннее из сохранившихся письменных упоминаний штолленов относится к 1329 году и представляло собой утраченный ныне документ на латинском языке, составленный наумбургским епископом Генрихом I Грюнбергским. В указанной грамоте, попавшей к братьям Гримм благодаря стараниям историка, архивариуса и бургомистра Наумбурга Карла Петера Лепсиуса, отца египтолога Карла Рихарда Лепсиуса, епископ даровал местным городским пекарям право на собственное цеховое объединение, за что те обязывались уплачивать епископу ежегодный денежный взнос и поставлять ему в рождественский сочельник два больших длинных хлеба из ценной пшеничной муки объёмом в полшеффеля, названных в нём штолленами. В то время слово «штоллен» говорило только о примечательно большом размере хлеба-горбыля, но не о его вкусовых качествах. По оценкам экспертов, каждый из двух хлебов для наумбургского епископа мог весить около 40 кг. Заказывая наумбургским пекарям штоллены с некими дополнительными ценными ингредиентами (мёдом, цукатами, экзотическими пряностями), епископ не преминул бы упомянуть их наряду с пшеничной мукой. Пшеничный хлеб сам по себе уже был роскошью в те времена.
В Дрездене штоллен под названием «Христов хлеб» впервые упоминается в 1474 году в счёте, выставленном дрезденскому двору. «Масляным» бреве от 10 июля 1491 года папа римский Иннокентий VIII разрешил саксонцам добавлять в свои «штрицели» сливочное масло, и в том же году придворный пекарь Генрих Драздов, родом из Торгау, служивший в замке Хартенштайна, придумал добавлять в штоллен ещё и сухофрукты, и постный хлеб окончательно превратился в праздничную фигурную выпечку. С начала XVI века штолленами торговали на рождественском базаре Штрицельмаркт в саксонской столице. Начиная с 1560 года дрезденские пекари преподносили на Рождество в дар курфюрсту один или два штоллена, которые ко дворцу торжественно доставляли восемь мастеров и восемь подмастерьев, и штоллен закрепил за собой статус кушанья для монархов. К 1617 году, когда разразилась так называемая «зибенленская война пекарей», дрезденские штоллены, вероятно, ещё не были популярнее тех, что привозили в город из Зибенлена, Мейсена или Торгау. Чтобы ликвидировать конкуренцию на центральном саксонском рынке, местные пекари недолго думая устроили расправу над иногородними коллегами и сожгли их повозки с товаром. Самый знаменитый из саксонских курфюрстов амбициозный Август Сильный очень любил штоллены и в 1730 году к военным учениям под Цайтхайном, на которые было приглашено 24 тыс. высокопоставленных зрителей, повелел придворному пекарю Иоганну Андреасу Цахариасу испечь гигантский штоллен для угощения гостей. Придворный пекарь привлёк к выполнению курфюршеского заказа сотню дрезденских пекарей, а печь для штоллена весом в 1,8 тонн возвёл барочный архитектор Маттеус Пёппельман. Печь на буковых дровах разогревали восемь дней. Готовый штоллен, для которого потребовалось 3600 яиц, 326 кувшинов молока и 20 центнеров пшеничной муки, разрезали специальным ножом длиной 1,6 м.
В 1994 году традиция гигантского штоллена Августа Сильного была возрождена на Штрицельмаркте, где ежегодно проходит фестиваль дрезденского штоллена с традиционной во второе воскресенье адвента костюмированной процессией с фанфарами, демонстрирующей созданный силами местного Союза защиты дрезденского штоллена гигантский составной штоллен весом в несколько тонн на конной повозке. В 2019 году дрезденский царь-кекс весил более четырёх тонн. Союз защиты дрезденского штоллена контролирует происхождение, рецептуру и качество производимого продукта и проводит ежегодную аттестацию 134 членов профессионального объединения. Имя Андреаса Цахариаса, пекаря курфюрста Августа Сильного и автора уникальной для своего времени маркетинговой и PR-акции с гигантским штолленом, носит премия в области коммуникаций в пекарском деле, которая до 2014 года предназначалась только мастерам штолленов. По данным на 2012 год, в Дрездене производилось более трёх миллионов фирменных классических штолленов, около 15 % продукции экспортировалось в США, 20 % — в страны Европы; помимо них в Дрездене выпекалось ещё более одного миллиона миндальных, масляных и маковых штолленов. Оборот производства составлял более 60 млн евро. В 2016 году дрезденские мастера производили уже более 3,8 млн штолленов. По данным опроса общественного мнения, проведённого в Германии в 2020 году, штоллены пользуются особой любовью у населения Саксонии-Анхальт, Бранденбурга и, разумеется, Саксонии, причём мужчины любят штоллены больше, чем женщины.
В декабре 2008 года неуёмная любовь к штоллену привела в Германии к крупному скандалу по поводу разглашения личных данных 130 тыс. клиентов немецкого банка Landesbank Berlin. Два курьера из Майнца польстились на почтовое отправление со штолленом, адресованное редакции газеты Frankfurter Rundschau, и, заметая следы, переклеили этикетку с адресом съеденной посылки для газеты на другую, которую отправила франкфуртская компания Atos Worldline, архивировавшая банковские данные LBB с бумажных носителей. Полиция Франкфурта-на-Майне успела открыть расследование дела о крупном мошенничестве, но курьеры сознались в содеянном в прокуратуре.

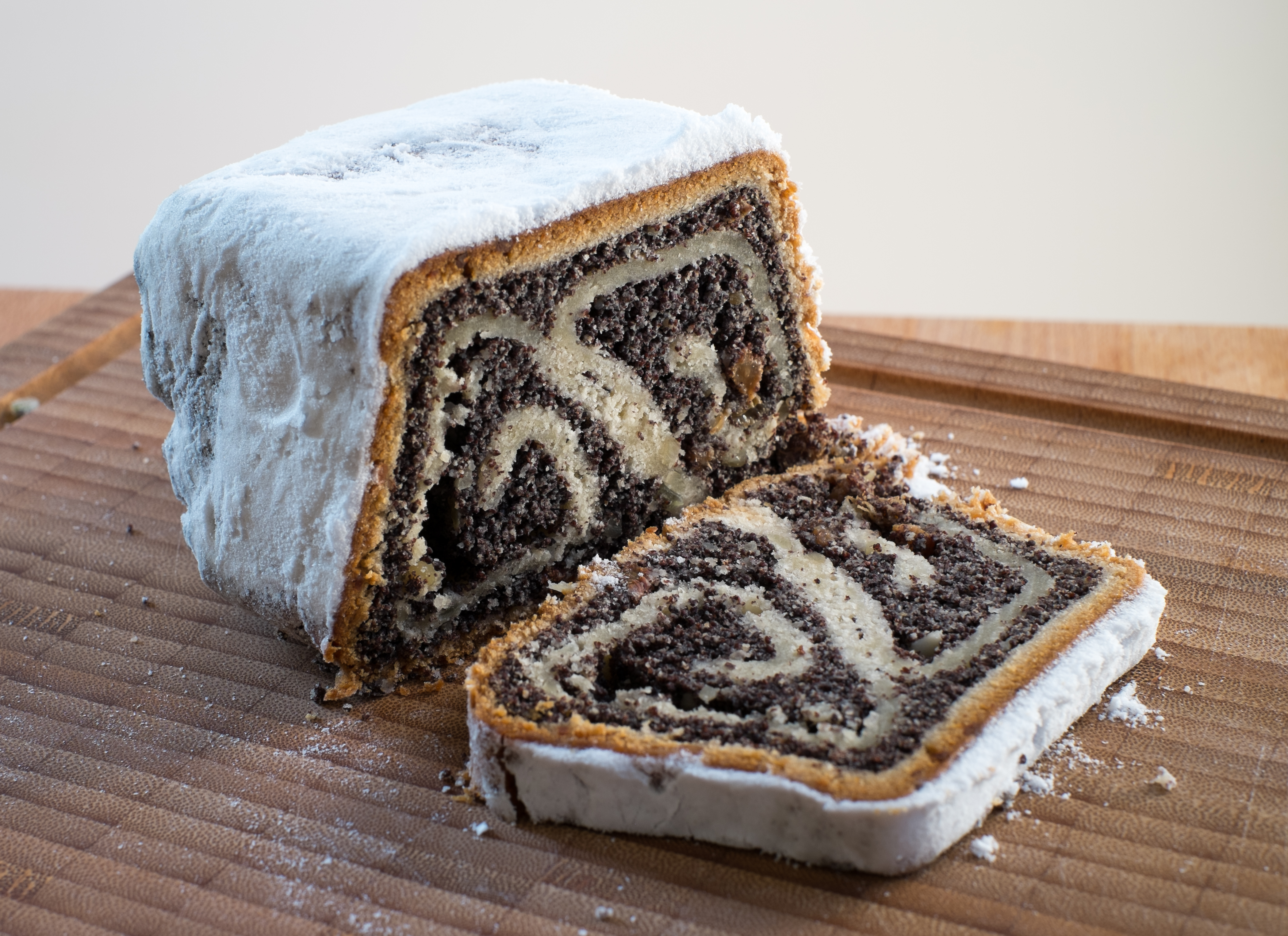
Дрезденский маковый штоллен
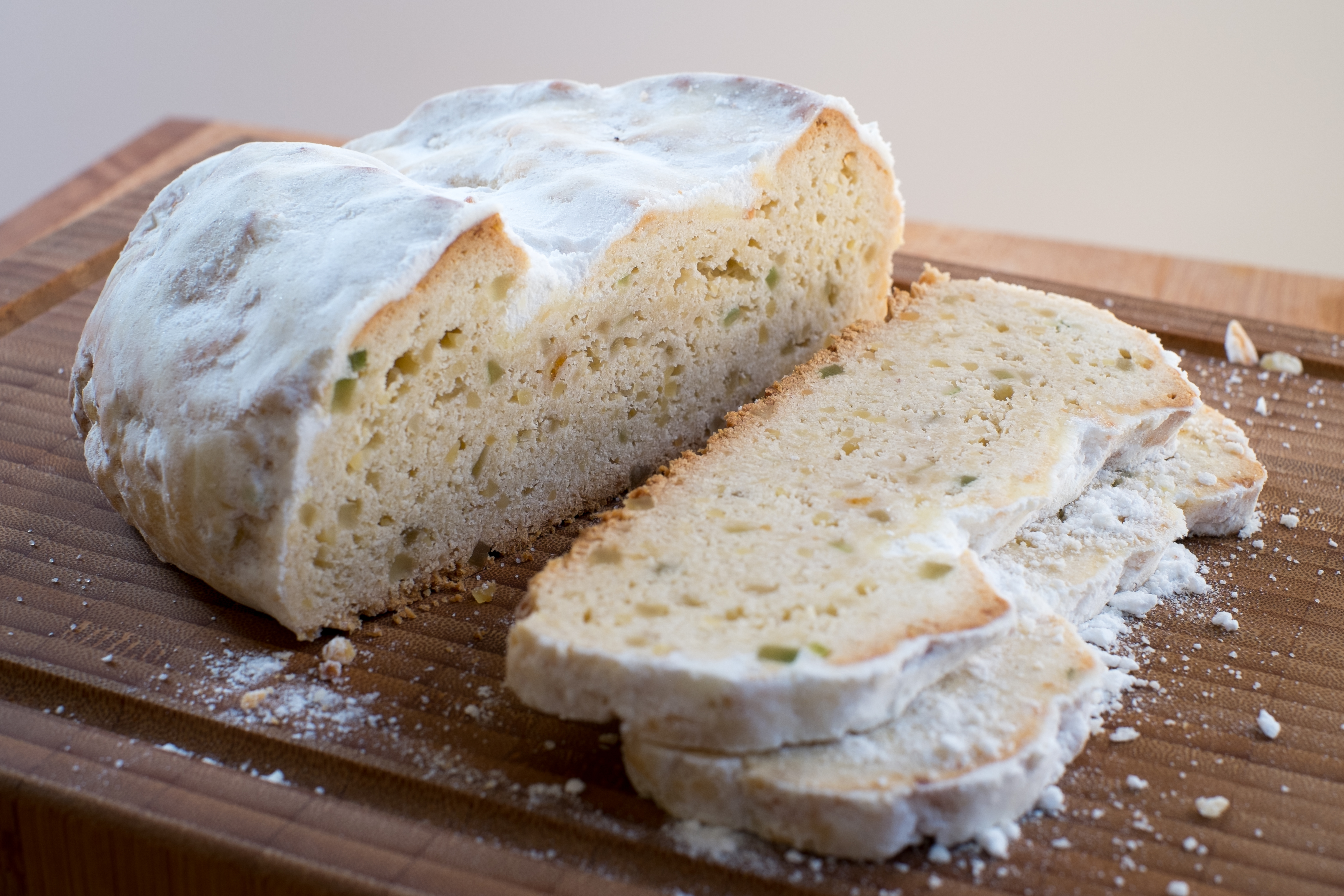
Дрезденский миндальный штоллен